# Fort Lachaux

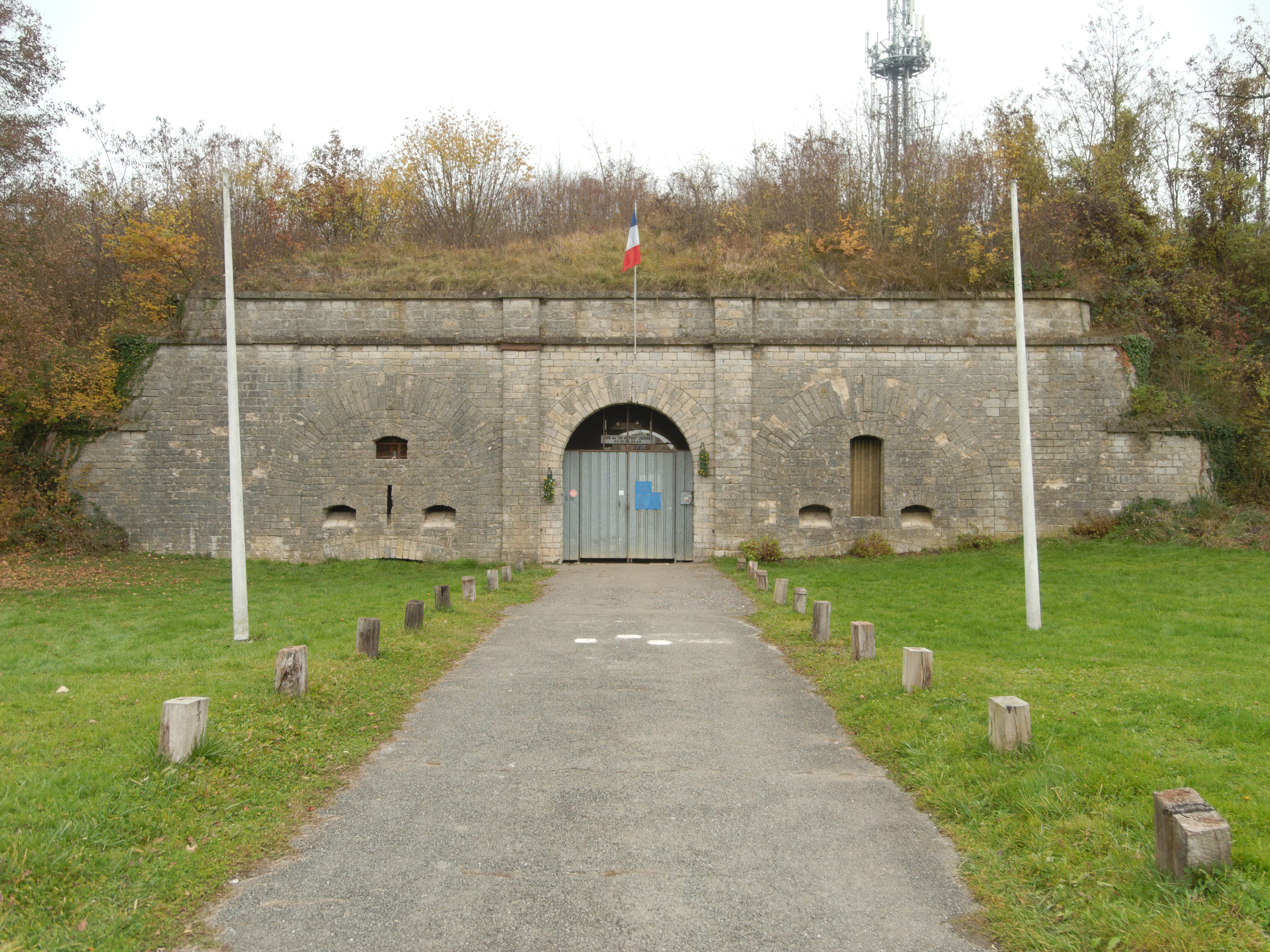
Haupteingang des Fort Lachaux

Das Fort Lachaux (kurzzeitig „Fort Razout“ genannt) war ein ostfranzösisches Sperrfort, das zwischen März 1876 und dem 15. Mai 1878 durch den Unternehmer Adrien Hallier gebaut wurde. Die Baukosten beliefen sich auf 1.801.360 Goldfrancs. Es gehörte zum Verteidigungssystem Séré de Rivières, war ursprünglich zu Verteidigung von Montbéliard vorgesehen und bis 1906 dem Verteidigungsabschnitt „Môle défensif du Lomont“ zugeteilt. Danach wurde es der Gürtelfestung Fester Platz Belfort unterstellt. 

## Benennung
Der ursprüngliche Name Fort Lachaux wurde durch „Fort Razout“ ersetzt, als durch Präsidialdekret vom 21. Januar 1887 der Kriegsminister Georges Boulanger veranlasste, dass alle Forts, befestigten Artillerieanlagen und Kasernen des Système Séré de Rivières die Namen von ehemaligen Militärkommandanten zu tragen hätten, weswegen das Fort dann den Namen Fort Razout nach Général de division Louis-Nicolas de Razout erhielt. Am 13. Oktober 1887 wurde das vom Nachfolger Boulangers, Théophile Ferron, mit der Note Nr. 14980 vom gleichen Datum rückgängig gemacht, und das Fort erhielt seinen ursprünglichen Namen zurück. Es liegt auf einer Höhe von 410 Metern auf der Lachaux-Kuppe an der Rue de la Fort Lachaux in Souchez an der Gemeindegrenze mit Montbéliard und Grand-Charmont im Département Doubs. Besitzer ist die Pays de Montbéliard Agglomération.

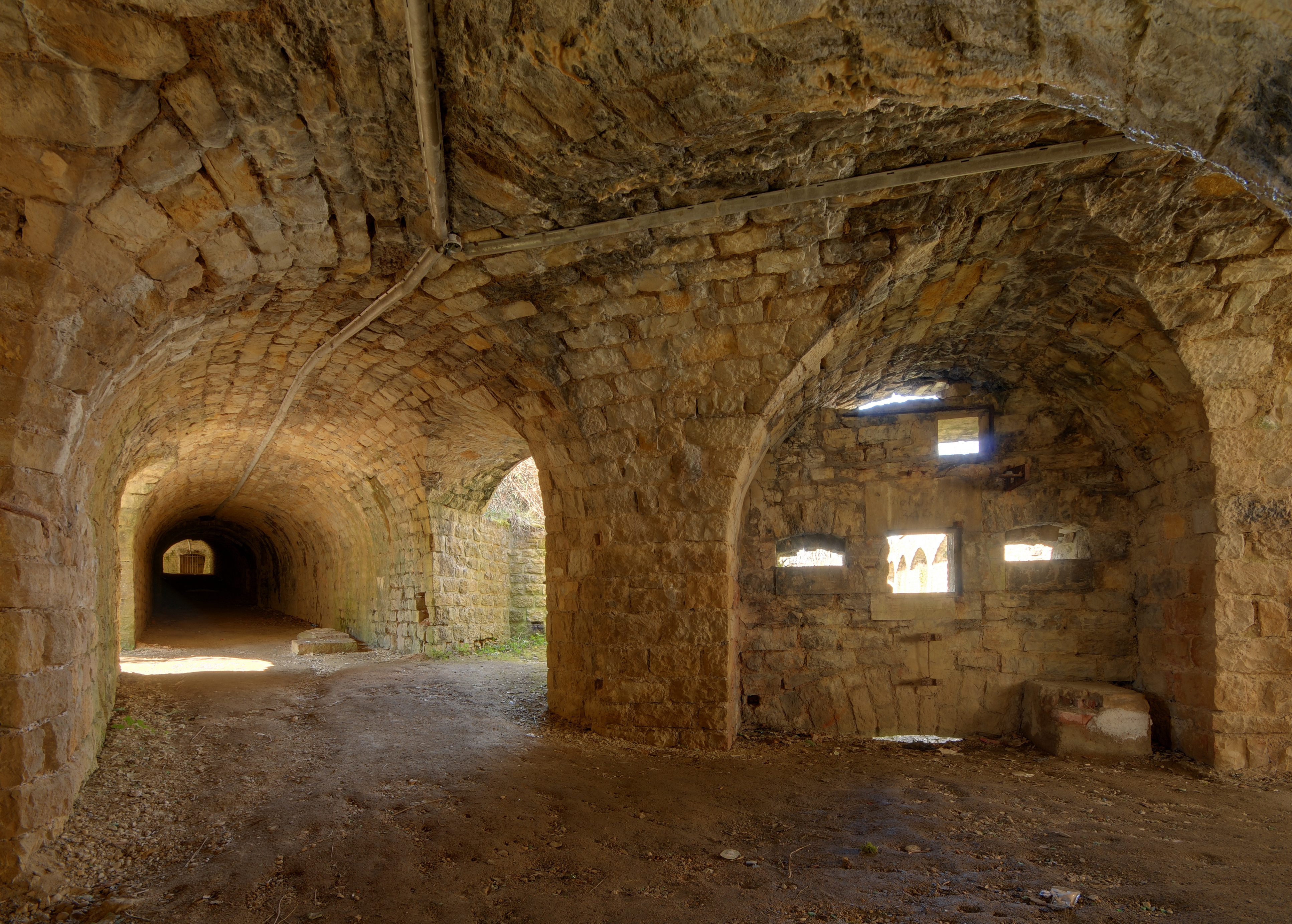
Im Inneren der erhaltenen Doppelkaponniere

## Beschreibung
Wie weit die Arbeiten bei Kriegsbeginn fortgeschritten waren, ist nicht mehr feststellbar, da das Fort im Jahre 1950 größtenteils abgebrochen wurde, um Platz für das Peugeot-Werk zu schaffen. Heute gibt es nur noch den Eingang und die Spitze des Walls mit der Doppelkaponniere und Teilen des Grabens. Der Rest der Ouvrage ist verschwunden, das Gelände teilweise überbaut. Die Police nationale hat hier einen Schießstand eingerichtet, das Betreten der Anlage ist nur mit Genehmigung möglich.

## Ausstattung
- Friedensbesatzung: 780 Mann (15 Offiziere, 37 Unteroffiziere, 656 Mannschaften)
- Kriegsbesatzung: 1016 Mann
- 1 Sanitätsstation: 20 Betten
- Wasserversorgung: 2 Brunnen und 2 Zisternen mit einem Gesamt-Fassungsvermögen von 252,8 m³
- 1 Pulvermagazin mit einem Fassungsvermögen von 110 Tonnen Schwarzpulver
- 1 Kartuschenmagazin mit einer Lagermöglichkeit von 720.000 Kartuschen
- 1 Bäckerei mit zwei holzbefeuerten Backöfen System Lespinesse – einem mit 200 Broten und einem mit 180 Broten Tagesleistung
- 1 Zugbrücke
- 1 Lichtsignalapparat zur optischen Verbindung mit dem Fort du Mont Vaudois, dem Fort du Mont Bart, dem Fort du Lomont und dem Fort du Bois d’Oye
- 1 elektrischer Telegraph zur Verbindung mit den Werken in Montbéliard
- 450 Schlafplätze in der Friedenskaserne

## Geplante Modernisierungen
Reduit
- Geplant für 1900: nicht vorgesehen
- Geplant für 1908:

Erneuerung der Brüstungen
Einbau von drei Maschinengewehrtürmen, zwei Geschützpanzertürmen Tourelle Galopin de 155 mm R modèle 1907 und drei gepanzerten Beobachtungskuppeln
Anlegen eines Kriegszuganges aus dem Kehlgraben, einer betonierten Kaserne, einer Schutzkaverne und eines elektrischen Kraftwerks
Bau von zwei Unterständen auf dem Wall mit je einem gepanzerten Schilderhaus (Guérite blindée)
Überholung der optischen Signalanlage
Wall und Annexbatterien
- Geplant für 1900: nicht vorgesehen
- Geplant für 1908:

Ersatz der beiden Kaponnieren durch eine doppelte und eine einfache Grabenwehr in der Contreescarpe
Bau eines betonierten Blockhauses zur Verteidigung des Glacis und des Grabens
Einbau eines Geschützpanzerturms Tourelle de 75 mm R modèle 1905, einer gepanzerten Beobachtungskuppel und Bau von zwei betonierten Geschützständen für drei und vier Geschütze Canon de 120 mm L modèle 1878
Bau von vier Unterständen auf den Wällen mit gepanzerten Schilderhäuschen.
Als Kosten dafür waren 3.075.000 Goldfrancs veranschlagt.

## Durchgeführte Modernisierungen
- 1888 bis 1890: Bau eines Felsenmagazins für 83 Tonnen Schwarzpulver
- 1913/1914: Beginn der Bauarbeiten zur Verstärkung des Forts. Die Arbeiten wurden bei Kriegsbeginn eingestellt.

## Bewaffnung

### 1879
| Auf den Wällen                                                                  | Unter Panzerschutz | Grabenwehren                                              | Externe Batterie |
| ------------------------------------------------------------------------------- | ------------------ | --------------------------------------------------------- | ---------------- |
| 13 Canons de 138 12 Canons de 7 8 Canons de 4 6 Mortiers de 22 4 Mortiers de 15 | keine              | 4 Canons de 4 6 Kartätschgeschütze 4 Canons 12 de culasse | keine            |
| Geschütze gesamt: 51                                                            |                    |                                                           |                  |

### 1903
| Auf den Wällen                                                                  | Unter Panzerschutz | Grabenwehren                                                                     | Externe Batterie                                                   |
| ------------------------------------------------------------------------------- | ------------------ | -------------------------------------------------------------------------------- | ------------------------------------------------------------------ |
| 3 Canons de 138 modèle 1873–74 3 Canons de 155 L (davon 5 Geschütze in Reserve) | Keine              | 11 Canons révolver 40 mm (Revolverkanonen) 3 Canons de 12 culasse 2 Canons de 90 | 9 Canons de 120 L 15 Canons de 90 2 Canons de 138 2 Mortiers de 15 |
| Geschütze gesamt: 58                                                            |                    |                                                                                  |                                                                    |

### 1906
| Auf den Wällen                                                                                   | Unter Panzerschutz | Grabenwehren                                                     | Externe Batterie                                 |
| ------------------------------------------------------------------------------------------------ | ------------------ | ---------------------------------------------------------------- | ------------------------------------------------ |
| 3 Canons de 155 L 3 Canons de 120 L 5 Canons de 90 In Reserve: 6 Mortiers de 22 2 Mortiers de 15 | keine              | 11 Canons révolver 40 mm 3 Canons de 12 à culasse 2 Canons de 90 | 12 Canons de 90 2 Canons de 120 2 Mortiers de 15 |
| Geschütze gesamt: 51                                                                             |                    |                                                                  |                                                  |

### 1908
| Auf den Wällen                                                        | Unter Panzerschutz | Grabenwehren                                    | Externe Batterie                                 |
| --------------------------------------------------------------------- | ------------------ | ----------------------------------------------- | ------------------------------------------------ |
| 3 Canons de 155 L 3 Canons de 120 L 2 Mortiers de 22 2 Mortiers de 15 | keine              | 11 Canons révolver 40 mm 3 Canons de 12 culasse | 12 Canons de 90 10 Canons de 120 1 Mortier de 22 |
| Geschütze gesamt: 47                                                  |                    |                                                 |                                                  |

### 1912
| Auf den Wällen                                                     | Unter Panzerschutz | Grabenwehren                                       | Externe Batterie                                 |
| ------------------------------------------------------------------ | ------------------ | -------------------------------------------------- | ------------------------------------------------ |
| 3 Canons de 155 L 3 Canons de 120 L 2 Mortiers 22 2 Mortiers de 15 | Keine              | 3 Canons révolver 40 mm 3 Canons de 120 de culasse | 4 Canons de 90 11 Canons de 120 2 Mortiers de 15 |
| Geschütze gesamt: 37                                               |                    |                                                    |                                                  |

### 1914
| Auf den Wällen                                                     | Unter Panzerschutz | Grabenwehren                                    | Externe Batterie                |
| ------------------------------------------------------------------ | ------------------ | ----------------------------------------------- | ------------------------------- |
| 3 Canons de 155 L 3 Canons de 120 L 2 Mortiers 22 2 Mortiers de 15 | keine              | 11 Canons révolver 40 mm 3 Canons 12 de culasse | 4 Canons de 90 11 Canons de 120 |
| Geschütze gesamt: 19                                               |                    |                                                 |                                 |